# Охрим (Голуэй)
Охрим (Огрим; англ. Aughrim; ирл. Eachroim, Ахримь, др.‑ирл. Echdruim, Echdruim Ua Maine — «лошадиный хребет») — деревня в Ирландии, находится в графстве Голуэй (провинция Коннахт), между городами Баллинаслоу и Лохрей.
Охрим находится на трассе N6, соединяющей Голуэй и Дублин.
Деревня известна тем, что именно неподалёку от неё 12 июля 1691 года произошла битва при Охриме, в которой сторонники Вильгельма Оранского окончательно разгромили армию ирландских якобитов, во главе которой стоял маркиз Сент Рут.